# Гнесин, Ури Нисон
Ури Нисон Гнесин (1881, Стародуб, Черниговская губерния — 1913, Варшава) — еврейский писатель, переводчик. Писал на иврите.

## Биография
Гнесин провел своё детство и юность в Почепе, где его отец Йошуа-Нота (Носн) Гнесин (1840—?) был раввином; учился сначала в хедере, затем в ешиве, которую возглавлял его отец. Его родной брат Менахем Гнесин (1882, Стародуб — 1952, Тель-Авив) — израильский актёр, один из основателей театра на иврите Габима.
В Почепе он подружился с Йосефом Бреннером и Семёном Быховским. Кроме религиозных вопросов, Гнесина также интересовали светские предметы, классические и современные языки и литература. Ещё в детстве он писал стихи, а также издавал литературный журнал и публиковал в еженедельной газете для узкого круга друзей. Нахум Соколов предложил 18-летнему писателю стать редактором газеты «Ха-Цфира» («Сирена») в Варшаве. Это дало Гнесину возможность публиковать стихи, критику, рассказы и переводы.
В 1904 году он опубликовал сборник рассказов под названием Цилeлей га-Хаим («Тень жизни»), повествование о его беспокойных странствиях. Проведя год в Варшаве, он переехал в Екатеринослав, затем в Вильну и Киев. В 1907 году он переехал по приглашению в Лондон, где работал в двух журналах. Провал этого предприятия привёл к ожесточенным столкновениям между издателем и Гнесиным. Осенью 1907 года Гнесин хотел эмигрировать в Эрец-Исраэль, но даже этот опыт был для него разочарованием. Летом 1908 года Гнесин вернулся в Россию и умер четыре года спустя в Польше от сердечного приступа.

## Творчество
Специфика творчества Гнесина в том, что он первым в еврейской литературе ввёл определённые литературные методы. С помощью внутреннего монолога он выражает беспокойство своих литературных героев. В качестве одного из первых писателей на иврите он обращается к вопросам отчуждения и приобщения к еврейским корням, воздействии современной эпохи на евреев. В четырех историях: Хацидда («В стороне», 1905), Бенaтаим («Сейчас», 1906), Бетерем («До», 1909) и Эцель («Он», 1913), Гнесин описывает человека, который покидает своё родное местечко, путешествует в зарубежные страны, только чтобы найти себя. После своего возвращения он сталкивается с пугающим фактом, что он оказался в своем собственном доме с незнакомыми людьми. Прошлое не может быть восстановлено, он попадает в странный, запутанный мир. Чередой ассоциаций Гнесин размывает границы между прошлым, настоящим и будущим.
Гнесин писал также критические статьи, перевел на иврит стихи Бодлера, а также произведения Чехова, Генриха Гейне, Зигбёрна и Якоба Вассермана, а также многое другое.